# Per Sonerud
Pär "Per" Olof Sonerud, född 9 juni 1952 i Hudiksvalls församling i Gävleborgs län, är en svensk skulptör, konstnär och företagare.
Sonerud, som är son till direktör John Sonerud, arbetar företrädesvis med oljemålning och skulptur men han har också utgivit boken Olja och ord, där 45 av hans verk textsatts av 45 olika skribenter. Han medverkar även med sin konst i boken "Vi ses på Bourbon Street" som släpptes november 2018 Våren 2019 släpptes Olja och ord 2, där 44 skribenter textsatt 44 av Per Soneruds verk.
För att undvika framtida förfalskningar av sina bilder har Sonerud även skapat en ny färg som innehåller hans DNA. Färgen kallar han Soneröd och är en blandning av kadmiumrött och hans saliv.
Han började måla på heltid hösten 2014. Sonerud har varit musikförläggare med stora hits i Japan men han är kanske främst känd för sitt skivbolag Start Klart. Han är bosatt i Hudiksvall.
Under 2019 inledde Sonerud ett samarbete med Bo Kaspers Orkester som innebar att han gjorde omslaget samt en målning för varje spår på deras album 23:55 som släpptes i november 2019. Inför släppet av albumet ställdes dessa målningar ut i samband med bandets releasespelningar i Köpenhamn, Oslo och Stockholm

## Utställningar
- Galleri Ekstrand, 8/10 till 1/11 2015[16]
- Galleri So STHLM 12/5 till 17/5 2016[17]
- Liljevalchs vårsalong 12/1 - 25/3 2018[18]
- Hotell Strandpiren, Hudiksvall 7/2 - 9/2 2019[19]
- Kvarnen, Söderham 15/2 - 18/2 2019[20]
- Galleri K, Gävle 16/2 - 3/3 2019[21]
- Galleri Granen, Sundsvall 23/3 - 31/3 2019[22]
- Fd Doktor Glas, Stockholm, 24/4 -27/4 2019[19]
- Galleri Korn, Stockholm 22/11 -24/11 2019[23]

## Diskografi
- 1980 – Pang-pang (singel, Forsaljud FOLS 11)
- 1984 – Kung i Kvarteret  (LP, Forsaljud FOLP 17)
- 1988 – Tuffa grabbar dansar inte (Start Klart SKRS-005)